# Ezequiel Díaz
Ezequiel Díaz (ur. 9 marca 1994) – dominikański zapaśnik walczący w stylu wolnym.  Wicemistrz igrzysk boliwaryjskich w 2013 roku.